# Aphonopelma steindachneri
Aphonopelma steindachneri är en spindelart som först beskrevs av Anton Ausserer 1875.  Aphonopelma steindachneri ingår i släktet Aphonopelma och familjen fågelspindlar. Inga underarter finns listade i Catalogue of Life.